# 并肩王
并肩王（英語：Crown Matrimonial）是授予君主配偶的称号，被授予者能获得与其配偶共同统治国家的权力。
苏格兰女王玛丽一世的母亲玛丽·德·吉斯担任苏格兰摄政时，她与议会曾考虑将“并肩王”称号授予玛丽一世的丈夫、法兰西国王弗朗索瓦二世。这不仅将给予弗朗索瓦与玛丽女王共同统治苏格兰的权力，如果玛丽在弗朗索瓦之前去世的话，弗朗索瓦还将保留王位，并可以把王位传给他和他其他妻子的后代。当时已经计划将苏格兰王冠送往巴黎近郊的圣但尼圣殿保存。但由于苏格兰汉米尔顿家族与新教徒的反对，这一计划最终只能作罢。
后来玛丽女王的第二任丈夫达恩利勋爵亨利·斯图亚特也曾要求得到并肩王的称号。达恩利勋爵获得了新教徒的支持。他许诺新教徒，在他获得王位后将赫免被流放的新教徒并允许他们回到苏格兰。不过该计划最终也没有实现。